# Alter Bahnhof Hof
Der Alte Bahnhof war der erste Bahnhof in der Stadt Hof im Norden Bayerns. Er wurde 1848 im Zuge der Ludwig-Süd-Nord-Bahn und der Sächsisch-Bayerischen Eisenbahn eröffnet. Der Grenzbahnhof zwischen Bayern und Sachsen sollte nahe beim Hofer Stadtzentrum entstehen, deshalb wurde er als Kopfbahnhof angelegt. Um den Reisenden das Ein- und Aussteigen zu erleichtern und für andere Bahngeschäfte wurde am Bahnhof eine steinerne Einsteighalle errichtet. In ganz Bayern gab es nur drei solcher Hallen, unter anderem in Augsburg. Ein Teil der Hofer Halle mit dem wuchtigen Portal ist erhalten. 1880 wurde der alte Bahnhof durch einen neuen Durchgangsbahnhof, heute Hof Hauptbahnhof, abgelöst.

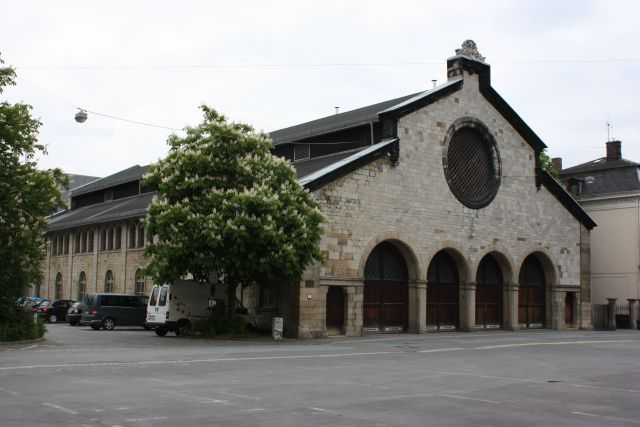
Steinerne Einsteighalle

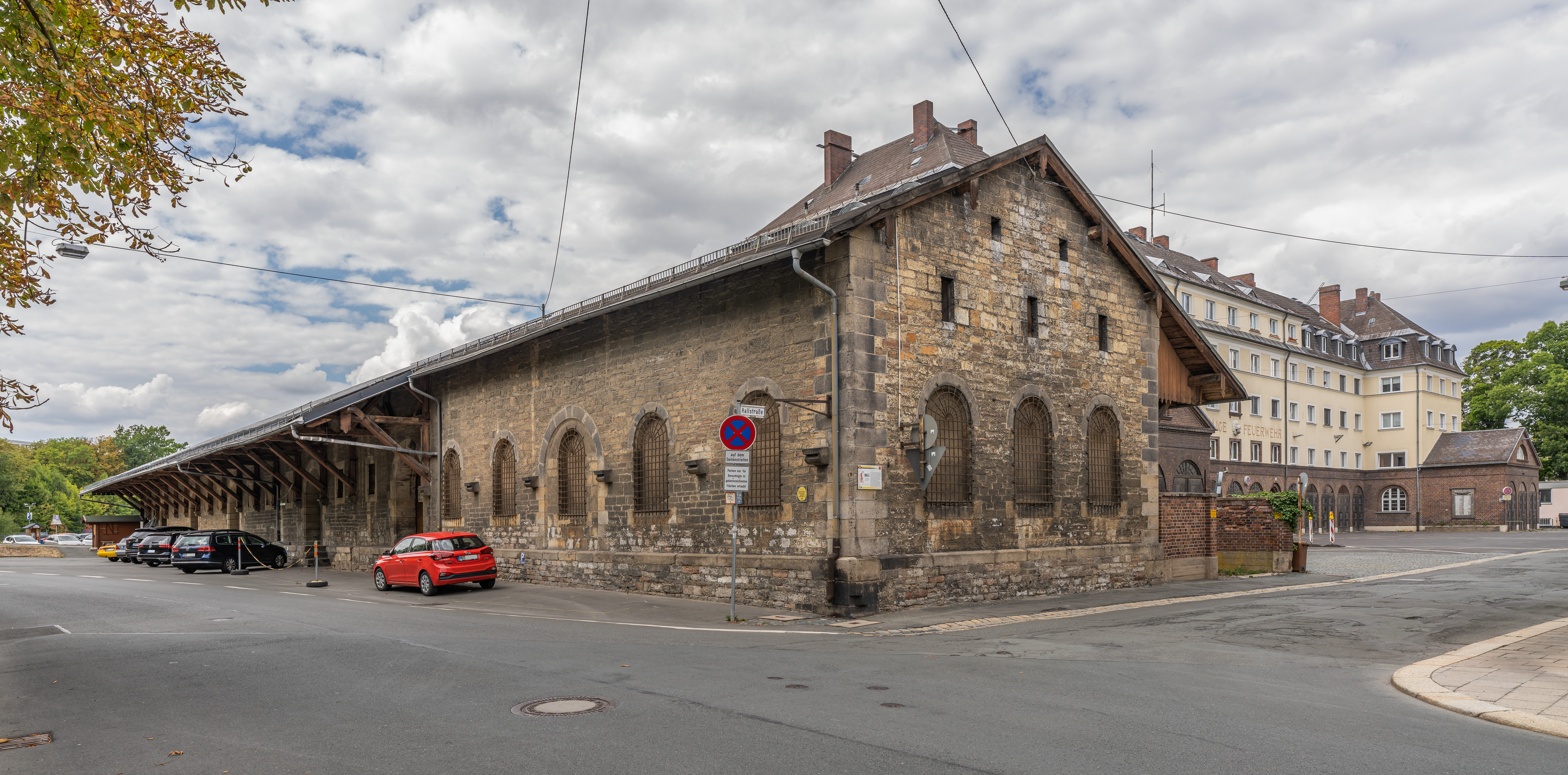
Ehemaliger bayerischer Güterschuppen des Alten Bahnhofs in Hof

Unterführung der bayerischen Ausfahrt unter der alten Landstraße nach Naila, heute Hochstraße

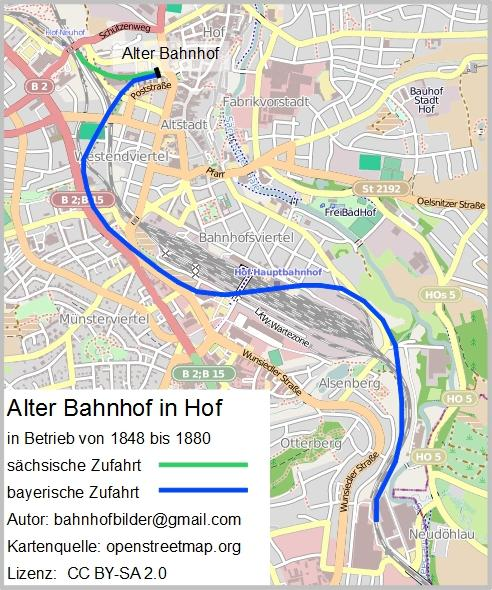
Lageplan des alten Bahnhofs

## Bau und Eröffnung
Am 1. November 1848 wurde die Bahnstrecke Bamberg–Hof und am 20. November die Strecke Hof–Plauen eröffnet. Die Gebäude des Bahnhofs wurden erst um 1851 fertig gestellt, nachdem die Planungen und Kosten zwischen Bayern und Sachsen abgestimmt waren. Bei der Grundstruktur des Hofer Alten Bahnhofs handelte es „sich bereits um die Vorstufe des klassischen Großstadtbahnhofs“. In Hof gab es – neben der gemeinsam genutzten Einsteighalle (Bahnhofshalle) – bayerische und sächsische Güterhallen, Wagenhallen und Lokschuppen. Das bayerische Bahnbetriebswerk war sogar mit einer Schiebebühne ausgestattet.

## Empfangsgebäude
Das Empfangsgebäude stand an der Stelle der heutigen Stadtpost am Dr.-Konrad-Adenauer-Platz (früher Postplatz, zuvor Bahnhofsplatz). Nach der Stilllegung des alten Bahnhofs 1880 nutzte zuerst die Post das Empfangsgebäude des alten Bahnhofs. In den Jahren 1924–27 wurde das Bahnhofsgebäude durch ein neues Postgebäude ersetzt, das heute noch besteht.

## Einsteighalle
Am Hallplatz, direkt hinter dem Postgebäude, steht noch ein Teil der originalen, steinernen Einsteighalle des alten Bahnhofs. In Bayern wurden nur drei Bahnhofshallen aus Stein errichtet:
- München: Länge 110 m; Breite 28,7 m; Höhe 17,4 m; um 1847
- Hof: Länge 91 m; Breite 23,0 m; Höhe 16,5 m; um 1851
- Würzburg: Länge 104 m; Breite 24 m; Höhe 14,4 m; um 1856

Nur von der Hofer Halle sind Teile erhalten. Konzipiert wurde sie von Friedrich Bürklein, dem Baumeister des bayerischen Königs Ludwig I. Ihre Architektur erinnert an eine dreischiffige Basilika. Die steinerne Halle war ursprünglich 91 m lang, wurde aber im Laufe der Zeit mehrfach verkürzt: Zuerst auf 76,3 m und später auf 39 m. 1985 wurde die verbliebene Resthalle von der Stadt Hof originalgetreu restauriert. Sie dient seitdem als Stellplatz für Fahrzeuge der Freiwilligen Feuerwehr Hof. Neben der Halle des alten Augsburger Bahnhofes vor dem Roten Tor von 1840 (seit 1920 Straßenbahndepot) und der des Hamburger Bahnhofs in Berlin (1845–1847) ist die Hofer Einsteighalle die älteste erhaltene Bahnhofshalle in Deutschland.

## Güterschuppen
Auf dem Areal des ehemaligen Bahnhofs am Rande der Hofer Innenstadt ist noch der frühere bayerische Güterschuppen an der Poststraße vorhanden. Der sächsische Güterschuppen in der Hallstraße 9 ⊙ diente nach der Stilllegung des alten Bahnhofs als Synagoge der jüdischen Gemeinde in Hof. Sie wurde beim Novemberpogrom 1938 verwüstet und im Dezember 1938 abgerissen.

## Strecken
Der alte Bahnhof in Hof lag – genau wie der spätere Hofer Hauptbahnhof – zwischen zwei Saalebrücken. Im Süden quert die bayerische Bahn auf der Moschendorfer Brücke den Fluss zwischen Oberkotzau und Hof im Stadtteil Moschendorf, im Norden wechselt die sächsische Bahn zwischen Hof und Feilitzsch im Hofer Stadtteil Unterkotzau die Flussseite auf der Unterkotzauer Brücke.
Während der Betriebszeit des alten Bahnhofs wurden folgende weitere Strecken eröffnet, die einen Bezug zum Hofer Bahnhof haben:
- 1854: Ludwig-West-Bahn Bamberg–Würzburg und weiter nach Frankfurt am Main
- 1865: (Hof–)Oberkotzau–Eger-Regensburg–München mit Anbindung von Eger, ab 1871 Verbindung nach Prag
- 1869: (Werdau–)Zwickau–Dresden und weiter nach Breslau
- 1877: (Hof–)Oberkotzau–Holenbrunn; 1878 nach Marktredwitz und Nürnberg verlängert

## Stilllegung
Den steigenden Anforderungen an einen Grenzbahnhof zwischen Bayern und Sachsen war der alte Bahnhof nicht mehr gewachsen. 1880 wurde er durch den neuen Bahnhof weit vor den Toren der Stadt abgelöst und aufgelassen. Die Fläche des neuen Bahnhofs war nahezu so groß wie die der ganzen Stadt Hof im Eröffnungsjahr 1880.

## Gegenwart
An den Standort des ersten Bahnhofs erinnern das Reststück der Einsteighalle, der erhaltene bayerische Güterschuppen, die Unterführung der bayerischen Ausfahrt unter der Hochstraße, das Postgebäude am Standort des Empfangsgebäudes und einige weitere Gebäude und Gebäudeteile im Hofer Stadtgebiet. Einige Hinweistafeln weisen den interessierten Passanten auf den alten Bahnhof hin: am heutigen Postgebäude, an der Einsteighalle und am bayerischen Güterschuppen. Auch der Name einer Gaststätte gegenüber dem abgerissenen Empfangsgebäude macht auf den ersten Hofer Bahnhof aufmerksam. Das Lokal heißt Alter Bahnhof.